# Stjärnkakmossa
Stjärnkakmossa (Hedwigia stellata) är en bladmossart som beskrevs av Lars Hedenäs 1994. Stjärnkakmossa ingår i släktet Hedwigia och familjen Hedwigiaceae. Enligt den finländska rödlistan är arten otillräckligt studerad i Finland. Arten är reproducerande i Sverige. Artens livsmiljö är andra solbelysta klippor. Inga underarter finns listade i Catalogue of Life.